# Le Vent de feu

Le Vent de feu (titre original : Wind on Fire) est une trilogie fantastique destinée à la jeunesse, écrite par l'écrivain, scénariste et réalisateur britannique William Nicholson de 2000 à 2002. L'œuvre a été traduite en français par Diane Ménard et publiée chez Gallimard Jeunesse.
La trilogie, qui se compose des livres Les Secrets d'Aramanth (2000), Les Esclaves de la Seigneurie et Le Chant des Flammes, suit les péripéties du peuple Manth et plus particulièrement de la famille Hath et des jumeaux Kestrel et Bowman.

## Résumé général de la Trilogie
Cette trilogie se situe dans un mode similaire au nôtre avec une touche de fantasy. Deux "pouvoir" s'y affrontent cycliquement (Le Morah et le Peuple du Chant) durant les 3 époques. La trilogie raconte un de ces cycles.
Nous y suivons le peuple Manth et la famille Hath dans leur vie de tous les jours, leur asservissement par la Seigneurie puis leur exode vers le Pays des Origines.

## Résumé par Tome

### Tome 1:Les Secrets d'Aramanth
- Titre original : The Wind Singer
- (ISBN 2070543595)

Aramanth est une ville divisée en cinq quartiers sociaux : le Gris, le Marron, l'Orange, l'Écarlate et le meilleur, le Blanc. La réussite sociale est au centre de la vie, chaque membre d'une famille rapportant des points pour l'obtention de biens matériaux, d'un meilleur emploi, etc. Une bonne place dans le classement des familles permet de déménager dans le Quartier supérieur, tandis qu'une mauvaise place fait rétrograder d'un Quartier. La famille positionnée dans un classement bas mérite une place dans le quartier gris, le pire d'Aramanth. Cette ville est ordonnée et n'a pas de liberté. Toutefois, la famille Hath va tout changer.
Ils se composent de jumeaux Kestrel et Bowman, de deux parents, Ira et Hanno Hath, ainsi d'une  petite sœur Pinto (surnommée Pim). Un jour, Kestrel se rebelle contre cet affreux système d'évaluation et de restriction permanente. Obligée de fuir, la jeune fille part alors à la recherche de la clef du mystérieux "chanteur de vent" pour restaurer le bonheur et l'harmonie dans la ville.

### Tome 2:Les Esclaves de la Seigneurie
- Titre original : Slaves of the Mastery
- (ISBN 2070543625)

La paix est enfin revenue dans la ville d'Aramanth. Les jumeaux Kestrel et Bowman ont retrouvé leur famille. Pourtant ils sont loin d'être  tout à fait heureux : une nuit, de terribles guerriers envahissent la ville et la ravagent. Ils emmènent alors de force tous les prisonniers pour devenir les esclaves de la Seigneurie, pour servir le maître, un tyran.
Désormais seule dans la vie, Kestrel se réveille séparée de sa famille, elle décide de partir les retrouver et se promet de venger son peuple, les Manth.

### Tome 3:Le Chant des flammes
- Titre original : Firesong
- (ISBN 2070543633)

Le peuple Manth a vécu la tyrannie, la peur, la guerre, l'esclavagisme, le massacre... Maintenant, ils cherchent le Pays des Origines pour, enfin, trouver la paix. Un espoir pour lequel ils sont prêts à tout supporter : le froid, les bandits, la faim...
Leur prophétesse Ira Hath les guide dans ce chemin mais chaque jour, elle faiblit de plus en plus. Kestrel et son frère Bowman savent, eux, qu'ils leur faudra quitter leurs amis et leur famille pour accomplir une mission importante.

## Les différents Peuples et Pouvoirs

### Le peuple Manth
Le peuple Manth est un peuple ancien. D'abord un peuple nomade, les Manths s'installèrent et devinrent sédentaire près d'une mine de sel qui fit leur richesse et leur permis de créer leur grande cité : Aramanth. C'est à cette même époque que le Chanteur de Vent (Grand Instrument à vent fait de tuyaux de métal et de lanière en cuir soutenue par une structure en bois « chantant » une mélopée qui apaise les cœurs quand le vents s’engouffre dedans et que « Clef » est présente.  fut construit par le Peuple du Chant. Le but du peuple Manth, bien que oublié avec pendant leur période sédentaire, est de voyager jusqu'au Pays des Origines. De nombreuses parties de son histoire furent également en partie perdues notamment avec l'ancien alphabet Manth et le testament perdu du prophète Ira Manth dont les héros sont les descendants.

### Le Peuple du Chant
Le Peuple du Chant ou « chanteurs » est un peuple vivant proche de la nature loin de tout intéressement dans le but de ne pas être touché par le Morah. Les chanteurs ont la capacité d'entendre et modifier leur environnement grâce aux chant. Chaque objet et personne possède un chant qui lui est propre. En manipulant ces chants, les chanteurs peuvent par exemple voler, changer les propriétés matérielles comme donner au bois les caractéristiques du beurre ou encore faire de la télékinésie. Leur chant le plus important est Le Chant des Flammes. Il sert à créer le Vent de Feu qui détruit le Morah en entraînant également le sacrifice du Peuple du Chant. Les actes des chanteurs sont souvent disparates et semblent au premier abord agir au hasard (construction du chanteur de vent, voyage de l’ermite, rébellion du Maître...) avant qu'une logique plus grande apparaisse qui conduit au Vent de Feu créé par le Chant des Flammes

### Le Morah
(à venir)

### Le Peuple de la Boue
(à venir)

### Les Baraka et les Chaka
(à venir)

## Personnages

### Manths
- Kestrel Hath : personnage principal de la trilogie. Surnommée Kess par ses proches, Elle a un caractère fort et bien trempé et refuse de se soumettre à toute forme de répression ce qui l'amène souvent à des actions instinctives et irréfléchies au lieu de poser la situation calmement comme le ferait Bowman, son frère jumeau. Elle partage avec ce dernier un lien émotionnel profond qui leur permet de communiquer par télépathie et de partager leurs émotions. Se sacrifiant lors du vent de feu en tant que "vrai" enfant du prophète, son esprit reste néanmoins en vie dans le corps de Bowman.
- Bowman Hath : il est le frère jumeau de Kestrel. Surnommé Bo par ses proches, Doté d'un pouvoir empathique qu'il doit à sa parenté avec le prophète Ira Manth, Il peut "lire" dans le cœur et les esprits des gens. Contrairement à sa jumelle, Bowman est d'un naturel silencieux et réfléchi et donc moins téméraire. Il finira par se marier avec Sisi et par conséquent devenir le dirigeant du royaume de Gang.
- Mumpo Inch  : meilleur ami des jumeaux, il apparaît tout d'abord comme un enfant mou et bête. Abandonné à son sort par son père, il s'est laissé aller au point d'être un enfant crasseux sans ami. Au cours de leur aventures avec Kestrel et Bowman, Il découvre enfin qu'il peut avoir des amis et réussit à trouver ses forces en devenant quelqu'un de loyal et sur qui on peut compter. Simple d'esprit au premier abord, il voit simplement les choses sans a priori faisant fit des on-dit. Il est le fils de l'ancien examinateur en chef d'Aramanth Malso Inch. Amoureux de Kestrel, il finira par se marier à la petite sœur de cette dernière, Pinto.
- Pinto  Hath : surnommé Pim par ses proches,Elle est la sœur cadette des jumeaux. Elle tombe progressivement amoureuse de Mumpo au point de détester sa sœur Kestrel à cause de l'amour que Mumpo porte à cette dernière. Doté d'un fort caractère et d'une détermination ardente comme sa grande sœur, on découvre plus tard que elle partage certains des pouvoirs psychiques de sa famille hérités de Ira Manth. Elle finit à la fin de la trilogie par se marier à Mumpo.
- Ira Hath : mère de Kestrel, Bowman et Pinto, Elle descend en ligne directe du grand prophète Ira Manth dont elle porte le prénom et tire ses pouvoirs de prophétesse. D'un fort caractère et d'une insoumission qu'elle a transmis à sa fille, elle vient à l'origine d'une famille de haut fonctionnaire du quartier écarlate. Ses dons de prophétesse se sont petit à petit développés à mesure que l'on se rapprochait du vent de feu. Grâce à ces derniers, elle a pu guider le peuple Manth jusqu'au pays des Origines qu'elle n'atteindra pas elle même. "Mon don est un mal qui me ronge. Je mourrai de mes prophéties" disait Ira Manth. Cette phrase s'est vérifié avec Ira Hath qui est devenue de plus en plus faible à mesure qu'elle guidait son peuple.
- Hanno Hath Mari de Ira, Hanno est bibliothécaire. Bien que échouant régulièrement au grand examen, c'est une personne très intelligente et cultivée. C'est un des derniers membres du peuple Manth à savoir lire le vieux manth. Très respecté, Il guide avec sa femme les Manth vers le pays des Origines et devient ensuite leur chef.
- Maslo Inch (à venir)
- Rufy Blesh (à venir)

### Chanteurs
- Le Maître : de son prénom Albard, Il est un chanteur rebelle qui pense que attendre seulement le vent de feu est inutile. Il utilise ses pouvoirs de chanteur pour créer une société « parfaite » au sein de la Seigneurie. Après sa chute, il apprend à Bowman à devenir un chanteur.
- Jumper (à venir)
- L'ermite (à venir)
- Ira Manth (à venir)

### Autre
- Sirharasi de Gang (à venir)
- Marius Semeon Ortiz (à venir)
- Le Johanna de Gang (à venir)
- Zohon (à venir)

## Lieu et géographie

### Géographie générale
(à venir)

### Aramanth
(à venir)

### La Seigneurie
(à venir)

### Le Royaume de Gang
(à venir)

### Le Pays des Origines
(à venir)

## Thèmes abordés

### Ordre et contrôle
(à venir)

### L'individualité
(à venir)

### La peur
(à venir)

### la Méritocratie
(à venir)

### Le "bon" Tiran
(à venir)

### l'exode
(à venir)

### Une héroïne plutôt que un héros. Lien avec le féminisme
(à venir)